# Christoph Ruf
Christoph Ruf (* 27. Oktober 1971 in Baden-Baden) ist ein deutscher Autor und Journalist.

## Werdegang
Ruf absolvierte von 1993 bis 2000 ein Studium der politischen Wissenschaften an den Universitäten Hamburg und Toulouse, das er mit dem Magister abschloss. Im Jahr 2001 war er in Freiburg im Breisgau für die Tageszeitung zus und die Zeitung zum Sonntag tätig. Von 2001 bis 2007 folgte ein Volontariat samt anschließender Tätigkeit als Redakteur bei der 1/4NACH5 und des Fußballmagazins RUND. Von 2008 bis 2009 war er für Spiegel Online in Hamburg tätig und schreibt seither als freier Journalist für verschiedene überregionale Zeitungen und Magazine, insbesondere für die Süddeutsche Zeitung, das nd und Der Spiegel.
Er ist Autor zahlreicher Bücher, die sich mit Politik und Fußball befassen. Sein Buch Ist doch ein geiler Verein wurde 2008 als bestes Fußballbuch des Jahres durch die Deutsche Akademie für Fußball-Kultur ausgezeichnet.
Ruf lebt in Karlsruhe. Er ist Mitglied bei Ver.di und attac.

## Auszeichnungen
- 2003 Reportagepreis der Deutschen Akademie für Publizistik (2. Platz)
- 2008 Fußballbuch des Jahres für Ist doch ein geiler Verein[3]

## Werke
- Genug geredet! Die Irrwege der Bundesliga und die Inkonsequenz der Fans. Die Werkstatt, Göttingen 2024, ISBN 978-3-7307-0662-6.
- Bundesliga anders. Der SC Freiburg und die Ära Streich. Die Werkstatt, Göttingen 2019, ISBN 978-3-7307-0418-9.
- Fieberwahn. Wie der Fußball seine Basis verkauft. Die Werkstatt, Göttingen 2017, ISBN 978-3-7307-0360-1.
- Kurvenrebellen: Die Ultras. Einblicke in eine widersprüchliche Szene. Die Werkstatt, Göttingen 2013, ISBN 978-3-7307-0044-0.
- Christoph Ruf/Volker Backes/Andreas Beune (Hrsg.): Ohne Fussball wär'n wir gar nicht hier. Geschichten von Fans in der Midlife-Crisis. Die Werkstatt, Göttingen 2012, ISBN 978-3-89533-855-7.
- "Ist doch ein geiler Verein". Reisen in die Fußballprovinz. Die Werkstatt, Göttingen 2011, ISBN 978-3-89533-662-1.
- Was ist links? Reportagen aus einem politischen Milieu. C. H. Beck, München 2011, ISBN 978-3-406-61908-3.
- Christoph Ruf/Olaf Sundermeyer (Hrsg.): In der NPD. Reisen in die National Befreite Zone. C. H. Beck, München 2009, ISBN 978-3-406-58585-2.
- Christoph Ruf (Hrsg.): Die Untoten vom Millerntor. Der Selbstmord des FC St. Pauli und dessen lebendige Fans. Papy Rossa, Köln 2004, ISBN 978-3-89438-310-7.